# FC San Marcos
FC San Marcos is een Nicaraguaanse voetbalclub uit de stad San Marcos. De club won twee keer de beker van Nicaragua.

## Erelijst
Beker van Nicaragua
1984, 1995
Chinandega ·
Deportivo Las Sabanas ·
Deportivo Ocotal · 
Deportivo Walter Ferretti · 
Diriangén · 
Juventus Managua · 
Managua · 
Real Estelí · 
Real Madriz · 
UNAM Managua